# Verso ropálico
El verso ropálico, según el DRAE, es, "en la poesía griega, verso en que cada palabra tiene una sílaba más que la precedente", es decir, un verso compuesto de palabras de una, dos, tres, cuatro, cinco sílabas y así sucesivamente. La palabra procede del latín rhopalĭcus, la cual a su vez procede del griego ῥοπαλικός, de ῥόπαλον, "maza".
Así, por ejemplo, el poeta tardorromano Décimo Magno Ausonio compuso en latín su poema Oratio consulis Ausonii uersibus rhopalicis, cuyo comienzo es el siguiente:
Spes, deus, aeternae stationis conciliator, / si castis precibus veniales invigilamus, / his, pater, oratis placabilis adstipulare. / Da, Christe, specimen cognoscier inreprehensum. / Rex bone, cultorum famulantum vivificator, / cum patre maiestas altissima ingenerato, / da trinum columen paraclito consociante, / ut longum celebris devotio continuetur. / Ad temet properant vigilatum convenienter. / Nox lucem revehet funalibus anteferendam, / nox lumen pariens credentibus indubitatum, / nox flammis operum meditatrix sidereorum...
Este verso puede dar lugar a poemas del tipo llamado bola de nieve, llamado también losange, en el que alternan versos ropálicos ascendentes y descendentes. De la misma manera, en el ámbito de la llamada literatura potencial del Oulipo, algunos conciben el ropalismo no por sílabas, sino por letras, como en "A la una para comer juntos", donde cada palabra tiene sucesivamente una letra más, o, en inglés, este citado por Dmitri Borgmann:
I do not know where family doctors acquired illegibly perplexing handwriting; nevertheless, extraordinary pharmaceutical intellectuality, counterbalancing indecipherability, trasncendentalizes intercommunications’ incomprehensibleness.